# Ханя Янагихара
Ханя Янагихара (на английски: Hanya Yanagihara) е американска журналистка, авторка на пътеписи, и писателка на произведения в жанра социална драма и научна фантастика.

## Биография и творчество
Ханя Янагихара е родена на 20 септември 1974 г. в Лос Анджелис, Калифорния, САЩ. Баща ѝ е хематолог, има японски произход и е от Хавай, а майка ѝ е родена в Сеул. Като дете се мести често със семейството си, живеейки в Хавай, Ню Йорк, Мериленд, Калифорния и Тексас. Завършва гимназия в Хавай. Под влияние на баща си се запознава с творчеството на Филип Рот, Анита Брукнър, Айрис Мърдок и Барбара Пим. През 1995 г. завършва колежа „Смит“ в Нортхамптън.
След дипломирането си тя се премества в Ню Йорк и работи няколко години като публицист. После пише и е редактор за списанието за луксозни и лайфстайл пътувания Condé Nast Traveler.
Първият ѝ роман „Хората в дърветата“ е издаден през 2013 г. Той отчасти е базиран на действителния случай на видния вирусолог Даниел Гайдушек (1923 – 2008), който открива лек за болестта куру, засягаща хората от южната част на Нова Гвинея чрез тяхната практика на погребален канибализъм, за която той споделя Нобеловата награда през 1976 г., а две десетилетия след това е осъден за малтретиране на деца и е затворен. В романа героят е отведен до Изгубена раса, която изглежда се радва на безсмъртие, но членовете ѝ не могат да говорят. Той открива, че източникът на тяхната сила са костенурките, които ядат на церемонии, а това бързо унищожава костенурките от фармацевтичната индустрия, а с тях и изгубената раса. Героят осиновява няколко изоставени деца и има сексуални отношения с тях, за което е осъден. Романът е високо оценен от критиката.
Става много известна с романа си „Малък живот“, който е издаден през 2015 г. Чрез съдбата на четирима приятели – разочарован архитект, успял художник, амбициозен актьор и брилянтен юрист, възпитаници на малък колеж в Масачузетс, които се преместват в Ню Йорк, романът разглежда темите за неизличимите детски травми, които предопределят съдбата, на възмъжаването, на приятелството като спасителен пояс, на различната сексуална ориентация, куиър живота или живота без секс, на това, че всеки заслужава любов и състрадание, на насилието – физическо, духовно, сексуално. Романът предизвиква широка дискусия, става бестселър, номиниран е за престижните награди „Букър“, „Бейлис“ и Националната литературна награда на САЩ, и печели наградата за художествена литература „Киркус“.
През 2015 г. става заместник-редактор в лайфстайл списанието „Т“ на вестник „Ню Йорк Таймс“, а през 2017 г. става негов главен редактор.
През 2022 г. е издаден фантастичният ѝ роман ѝ „Към рая“. Той преплита три отделни истории представящи алтернативен Ню Йорк в три различни века: през 1893 г. когато еднополовите бракове са законни, през 1993 г. когато градът е поразен от епидемията от СПИН, и през 2093 г. когато поради разпространението на множество вируси и глобалното затопляне страната е ръцете на тоталитарен режим. В тази среда на капитализъм, социална свобода и неконтролирана амбиция, утопията е безсмислено изпитание, но надеждата винаги оцелява. Романът става бестселър №1 в списъка на „Ню Йорк Таймс“.
Ханя Янагихара живее в Ню Йорк.

## Произведения

### Самостоятелни романи
- The People in the Trees (2013)[1][2][3][5]
- A Little Life (2015)
Малък живот, изд.: ИК „Лабиринт“, София (2019), прев. Емилия Л. Масларова
- To Paradise (2022)